# 德慶溪
德慶溪又稱坑仔底，是一條發源於臺南臺地、流經臺南市區的河流。由於都市計畫，地貌發生劇烈的改變，河道已從地面上消失，成為臺南市北幹線排水溝主線。

## 水文

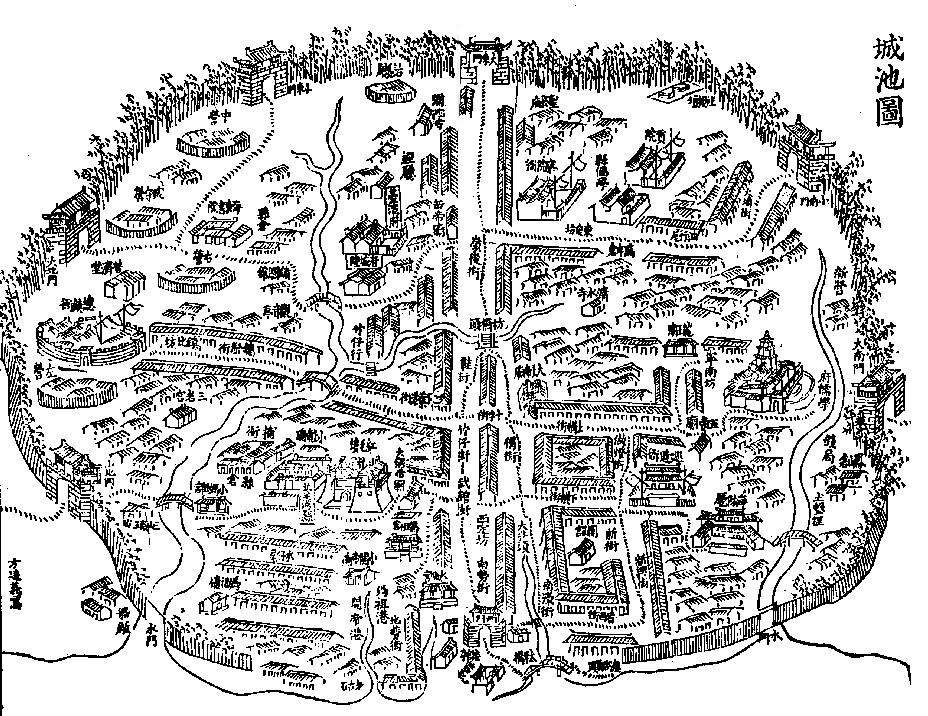
1752年的臺南，上為東方，城的周圍已建起了木柵城，城池輪廓出現雛形。德慶溪水系大部分被納入城的範圍內，主流和支流於市街中心北側交匯之後穿越鎮北坊，於西北方的水門流入台江。

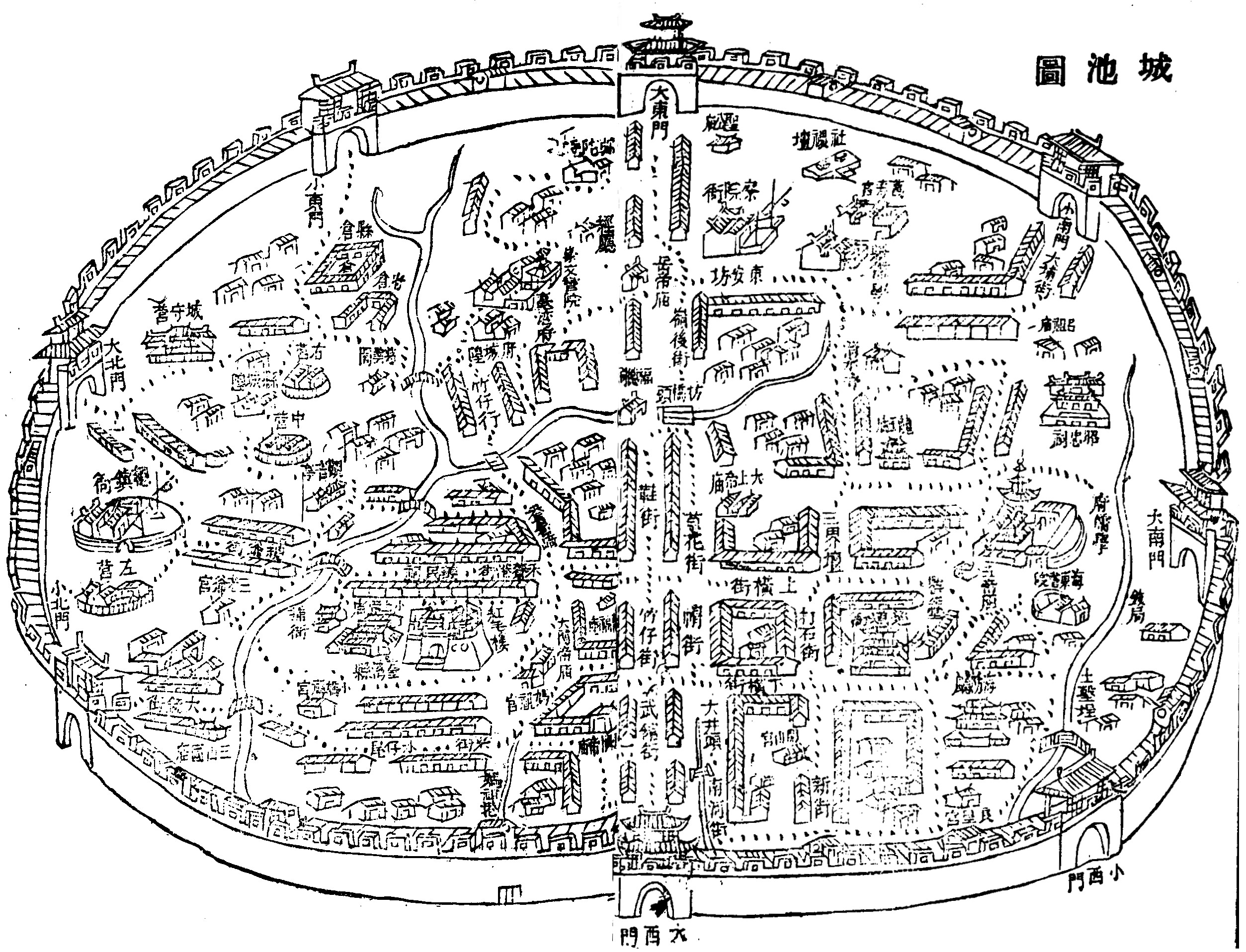
1807年的臺南，德慶溪上跨越更多的橋樑，木柵城也已改建為土城。

德慶溪的主要源頭位於臺南市東區大學里，臺南臺地崙仔頂北側的緩坡，蜿蜒西流入昔日的臺灣府城。日治時期市區改正，在今民族路北邊將河道截彎取直，但中山橋附近的曲流仍保持原狀，德慶溪再西流，於今遠東百貨前納枋溪，旋於民族路教會旁折而北流，在成功路北側彎繞，於開基天后宮附近注入台江內海。19世紀中，台江內海陸浮加劇，德慶溪出海口持續往西推進。日治時期之後的下游河道與台南運河平行，入鹽水溪。
枋溪又稱溝仔底，為德慶溪的主要支流，源自溝仔底附近，向北流清水寺前方，納另一溪水匯合後再北上，經過太平境教會與吳園，終在今日大遠百前注入德慶溪。

## 橋樑
德慶溪原有德慶橋，創建年代在1752年（乾隆十七年）以前。日治1900年代實施市區改正，開闢今中山路。因當地命名大正町，故一併新設大正橋。戰後又因道路更名中山路而改稱為中山橋。中山橋至2009年左右尚存，但後來台南護專進行整修時拆除。而博愛橋位於北門路上，橋名來源為北門路一段舊名博愛路，目前尚存，但橋下已無溪水。

## 現況

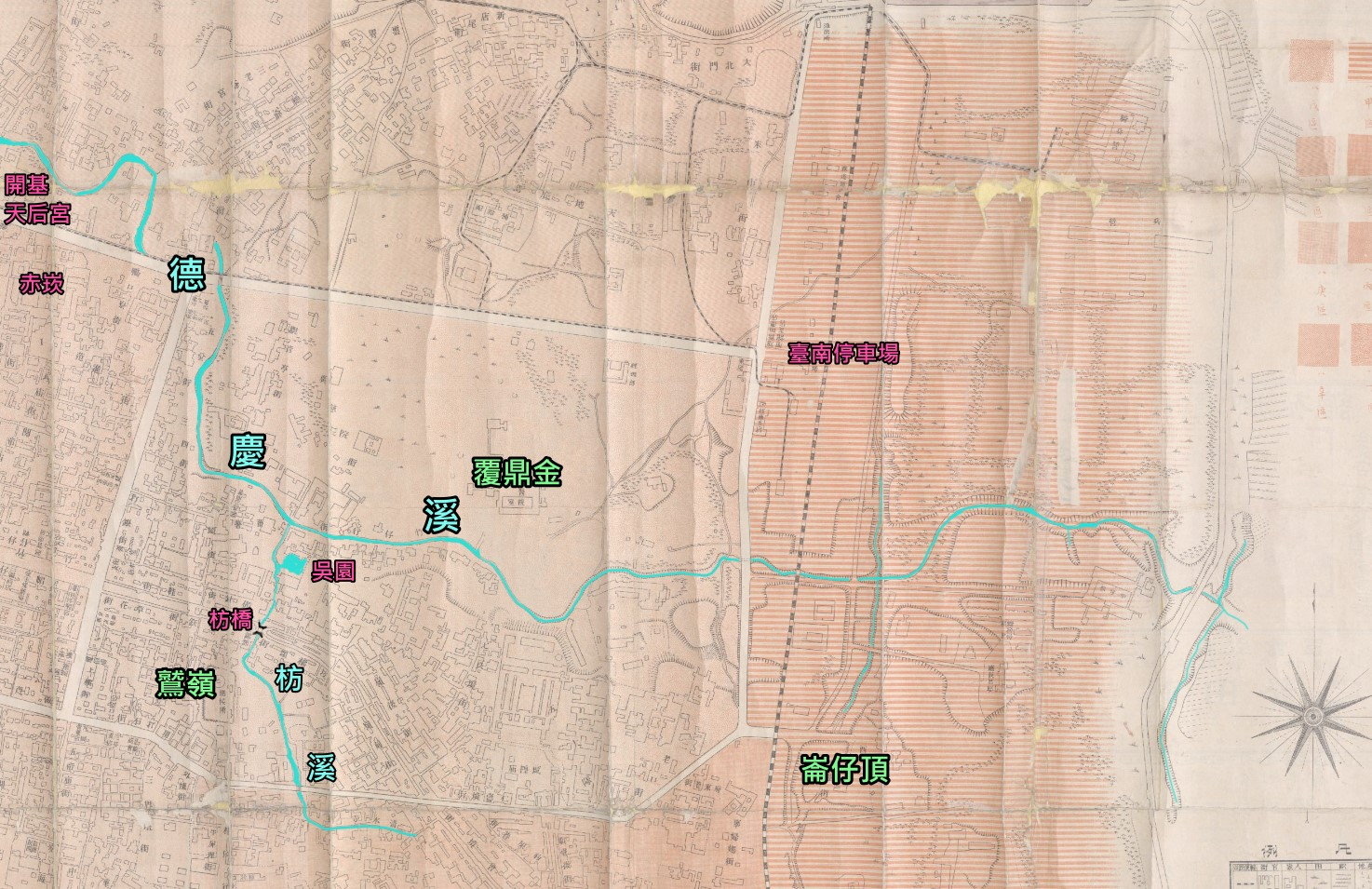
1907年的臺南市都市計畫圖，德慶溪由東至西漫流蜿蜒於臺南市街，開基天后宮建廟於17世紀德慶溪的出海口，但在地圖中的年代，德慶溪是往西數公里之後匯入它處。

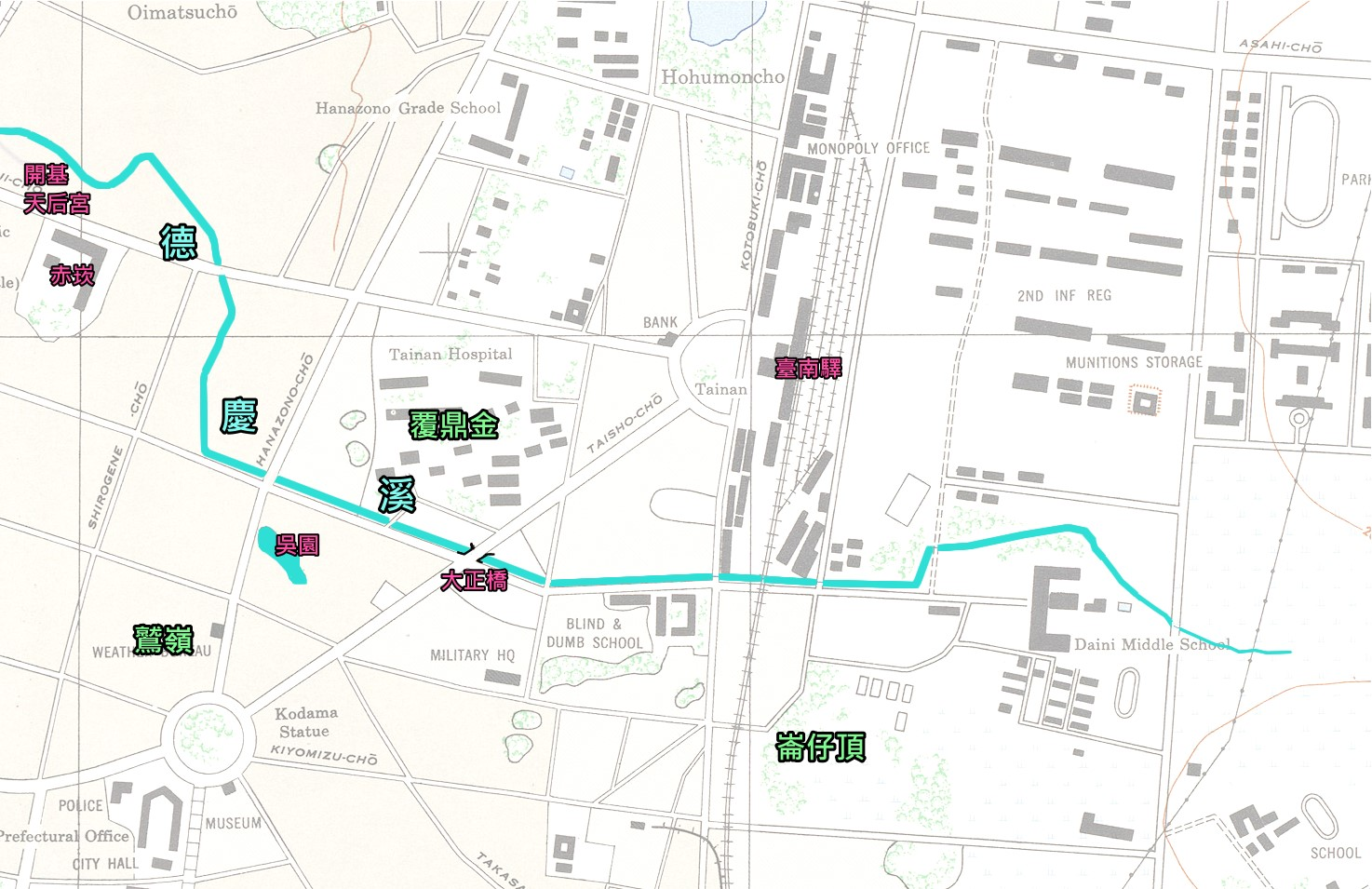
1944年二戰期間德慶溪河道已截彎取直、街道與今日所差無幾；另可見枋溪已由地表消失 。

今日德慶溪整條幹線流域涵箱加蓋之後，成為臺南市北幹線排水溝主線。中山橋(舊名大正橋)已拆除，而博愛橋仍存，現為北門路人行道的一部分。
昔日德慶溪旁民族路夜市，因市容及衛生考量，於1983年停止營業。後遷至小北夜市。
臺南舊城區北邊的德慶溪水系和城市南邊的福安坑溪水系南北環繞漫流蜿蜒於舊城區，將臺南臺地切割為數個大小不一的平緩沙丘，雖然都市演化的過程抹去了昔日河道的遺跡，但起伏不一的城市地貌還是反應於市區內的街廓之中。

## 歷史
德慶溪在歷史曾扮演重要地位：今吳園水塘為昔日德慶溪碼頭。在荷治時期為何斌宅邸的碼頭。何斌原為鄭芝龍舊部屬，後至東印度公司擔任通譯、會計，但密中仍與鄭成功有所往來。在荷人發覺後於1659年（明永曆13年）由德慶溪入臺灣海峽直抵廈門，將多年蒐集的台江內海港道及荷蘭軍隊部署情況上呈鄭成功。 歷史學家認為此為鄭氏攻台並建立反清基地的關鍵。
1662年，南明將領鄭成功攻佔普羅民遮，居民在當時德慶溪的出海口建開基天后宮，是庇護台江與德慶溪航路平安的重要廟宇。
荷蘭殖民政府17世紀於德慶溪出海口南岸闢建普羅民遮街，通往鷲嶺，是臺灣第一條西式規劃的道路。後來的明鄭繼承原有的基礎持續發展，臺南便以此為中心逐漸發展成為臺灣最大城市。

## 註解
1. ↑  參考1904年的《臺灣堡圖》、美國德州大學收藏的美軍地圖 （页面存档备份，存于）、明治40年《市區改正臺南市街全圖》、《臺南市街水道配管圖》等二十世紀初期的地圖，德慶溪上游的窪地等高線都源自於今日育樂街附近，最東的到臺南一中二部東側與成大學生宿舍南邊地帶。
2. ↑  經育樂街141巷，四維地下道、北門路一段123巷、民族路北緣
3. ↑  除參考上述地圖，也參考dulen的網站[永久]中對於德慶溪的簡介。
4. ↑  參考1928年發行的《臺灣地形圖》-臺南北部圖
5. ↑  參考臺灣地區地名查詢系統，刊載《臺灣地名辭書（卷廿一）臺南市》的溝仔底條目，.   [2008-02-09]. （原始内容存档于2012-07-17）.
6. ↑  赤崁文史工作室，〈春遊府城東安坊〉
7. ↑  〈枋橋頭文化之旅〉，[永久]
8. ↑  中時晚報，民國83年12月30日，第34版，記者楚望台，〈枋橋頭情事〉
9. ↑  《續修台灣縣志》卷一＜地志‧橋渡＞
10. ↑  參考臺灣地區地名查詢系統，刊載《臺灣地名辭書（卷廿一）臺南市》的徳慶溪條目，http://placesearch.moi.gov.tw/input/detail.php?input_id=37392%5B%5D
11. ↑  參考臺灣地區地名查詢系統，刊載《臺灣地名辭書（卷廿一）臺南市》的大正橋條目，http://placesearch.moi.gov.tw/input/detail.php?input_id=37396%5B%5D
12. ↑  鹽水溪小檔案，.   [2008年2月9日]. （原始内容存档于2006年5月16日）.
13. ↑  參考台南市北區區公所網站， （页面存档备份，存于），台南市最早期的夜市源起於民族路赤崁樓、石精臼一帶，直到遠東百貨開幕，遂往東延伸到中山路，此為民族路夜市最風光的時段。民國73年遷至小北夜市。
14. ↑  來去台南／吳園　荷據時期的鄭家軍情報站[永久]，東森新聞報旅遊村
15. ↑  遠流博識網，http://www.ylib.com/taiwan/tainan/city/middle/m13.htm （页面存档备份，存于）